# K리그 이달의 퍼포먼스상
K리그 이달의 퍼포먼스상은 한국프로축구연맹이 K리그1에서 한 달간 K리그1 경기에서 가장 멋진 퍼포먼스를 선보인 선수에게 수여하는 상이다.
2022년 6월에 신설된 상으로 5월달부터 시상을 하였다.

## 2022
| 월  | 이름   | 포지션 | 구단    | 비고 |
| --- | ------ | ------ | ------- | ---- |
| 5월 | 이승우 | MF     | 수원 FC |      |
| 6월 |        |        |         |      |

## 같이 보기
- K리그 이달의 선수상
- K리그 이달의 영플레이어상
- K리그 이달의 감독상
- K리그 G MOMENT AWARD
- K리그 최우수선수상
- K리그 득점상
- K리그 도움상
- K리그 영플레이어상
- K리그 베스트 11
- K리그 감독상
- K리그 개인 수상 기록
- K리그 구단 수상 기록